# Internet na Índia
A internet na Índia começou em 1986 e estava disponível apenas para a comunidade educacional e de pesquisa. O acesso público geral à internet começou em 15 de agosto de 1995 e, em 2020, existem 718,74 milhões de usuários ativos de internet que representam 54,29% da população.
A maio de 2014, a internet era entregue à Índia principalmente por nove fibras submarinas diferentes, incluindo SEA-ME-WE 3, Bay of Bengal Gateway e Europe India Gateway, chegando a cinco pontos de cabos diferentes. A Índia também tem uma conexão de internet terrestre, na cidade de Agartalá, perto da fronteira com Bangladesh.
O governo indiano embarcou em projetos como BharatNet, Digital India, Brand India e Startup India para acelerar ainda mais o crescimento de ecossistemas baseados na internet.

## História
A história da internet na Índia começou com o lançamento da Educational Research Network (ERNET) em 1986. A rede foi disponibilizada apenas para comunidades educacionais e de pesquisa. A ERNET foi iniciada pelo Departamento de Eletrônica (DoE), com financiamento do Governo da Índia e do Programa das Nações Unidas para o Desenvolvimento (PNUD), envolvendo oito instituições importantes como agências participantes — NCST Bombay, Instituto Indiano de Ciências, cinco Institutos Indianos de Tecnologia (Deli, Bombaim, Kanpur, Kharagpur e Chenai) e o DoE de Nova Deli. A ERNET começou como uma rede multiprotocolo com ambos os protocolos TCP/IP e OSI-IP rodando sobre a rede backbone. Desde 1995, no entanto, quase todo o tráfego é transportado por TCP/IP. A primeira linha alugada de 9,6 kbit/s foi instalada em janeiro de 1991 entre Deli e Bombaim. O ERNET recebeu o endereço IP Classe B 144.16.0.0 pelo InterNIC em 1990. Subsequentemente, os endereços Classe C foram atribuídos ao ERNET pelo APNIC. Todos os IITs, IISc Bangalor, DOE Deli e NCST Bombaim foram conectados por linha alugada de 9,6 kbit/s em 1992. No mesmo ano, o link de gateway de Internet de 64 kbit/s foi comissionado do NCST Mumbai para a UUNet em Virginia, Estados Unidos. A NICNet foi criada em 1995 para comunicações entre instituições governamentais. A rede foi operada pelo Centro Nacional de Informática.
O primeiro serviço de internet disponível publicamente na Índia foi lançado pela estatal Videsh Sanchar Nigam Limited (VSNL) em 15 de agosto de 1995. Na época, a VSNL tinha o monopólio das comunicações internacionais no país e a iniciativa privada era não permitido no setor. O serviço de internet, conhecido como Gateway Internet Access Service (GIAS), oferecia uma velocidade de 9,6 kbit/s e custava 5.200 rúpias por 250 horas para pessoas físicas, 16.200 rúpias para contas institucionais dial-up SLIP/PPP e superior para serviços de linhas alugadas.
No entanto, para os próximos dez anos a experiência de internet no país permaneceu menos atraente com conexões de banda estreita com velocidades inferiores a 56 kbit/s (dial-up).
O acesso à Rede Digital de Serviços Integrados (ISDN) foi introduzido em 1997.
Em 2004, o governo formulou sua política de banda larga que definiu a mesma como "uma conexão de internet sempre ativa com velocidade de download de 256 kbit/s ou superior". A partir de 2005, o crescimento do setor de banda larga no país acelerou, mas permaneceu abaixo das estimativas de crescimento do governo e agências relacionadas devido a problemas de recursos no acesso de última milha que eram predominantemente tecnologias de linha com fio. Esse gargalo foi removido em 2010, quando o governo leiloou o espectro 3G, seguido por um leilão igualmente importante do espectro 4G que preparou o cenário para um mercado de banda larga sem fio competitivo e revigorado. Hoje, o acesso à Internet na Índia é fornecido por empresas públicas e privadas usando uma variedade de tecnologias e mídias, incluindo dial-up (PSTN), xDSL, cabo coaxial, Ethernet, FTTH, ISDN, HSDPA (3G), Wi-Fi, WiMAX, etc. em uma ampla gama de velocidades e custos.